# Schilderkunst van de 20e eeuw

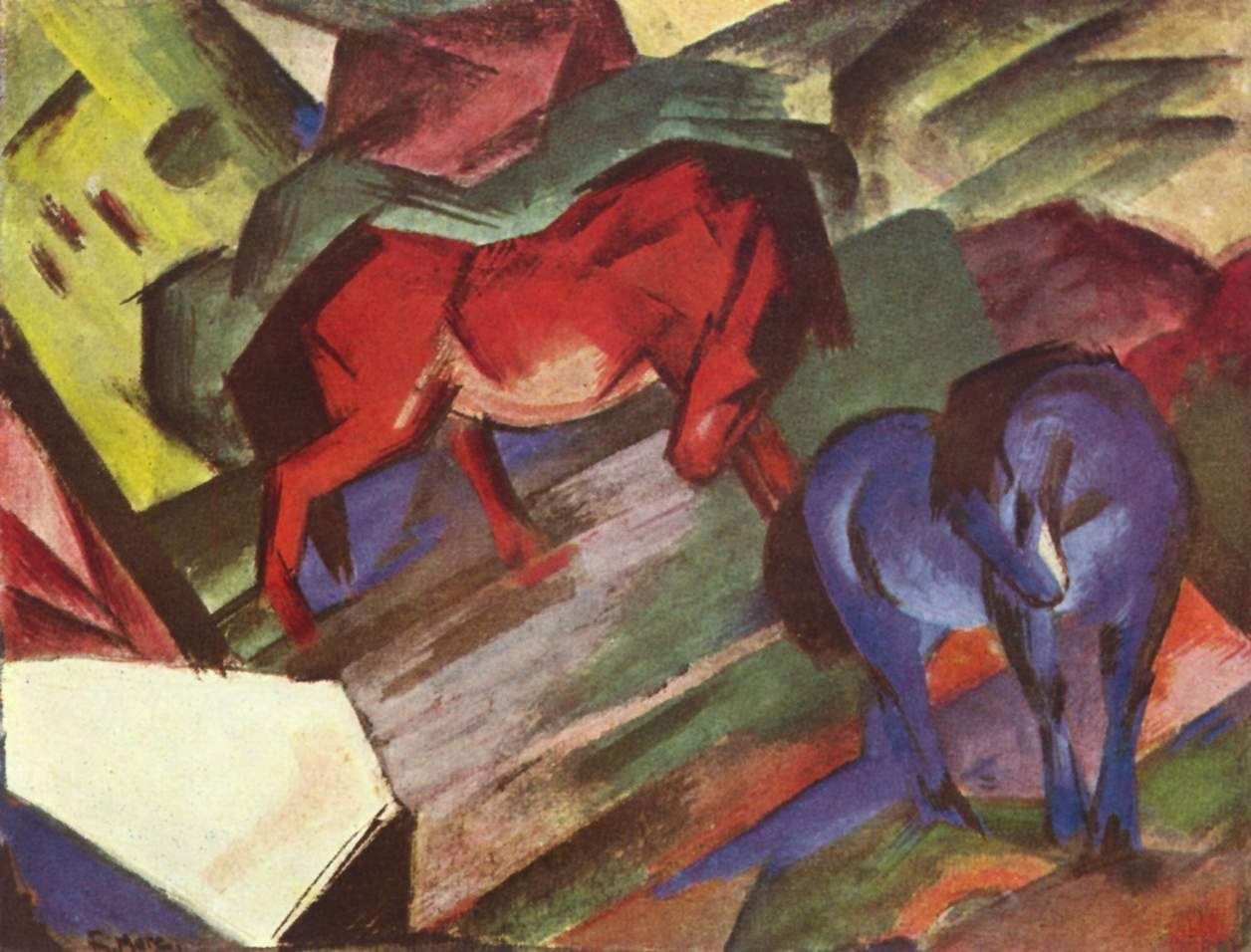
Franz Marc, Rood en blauw paard, 1912

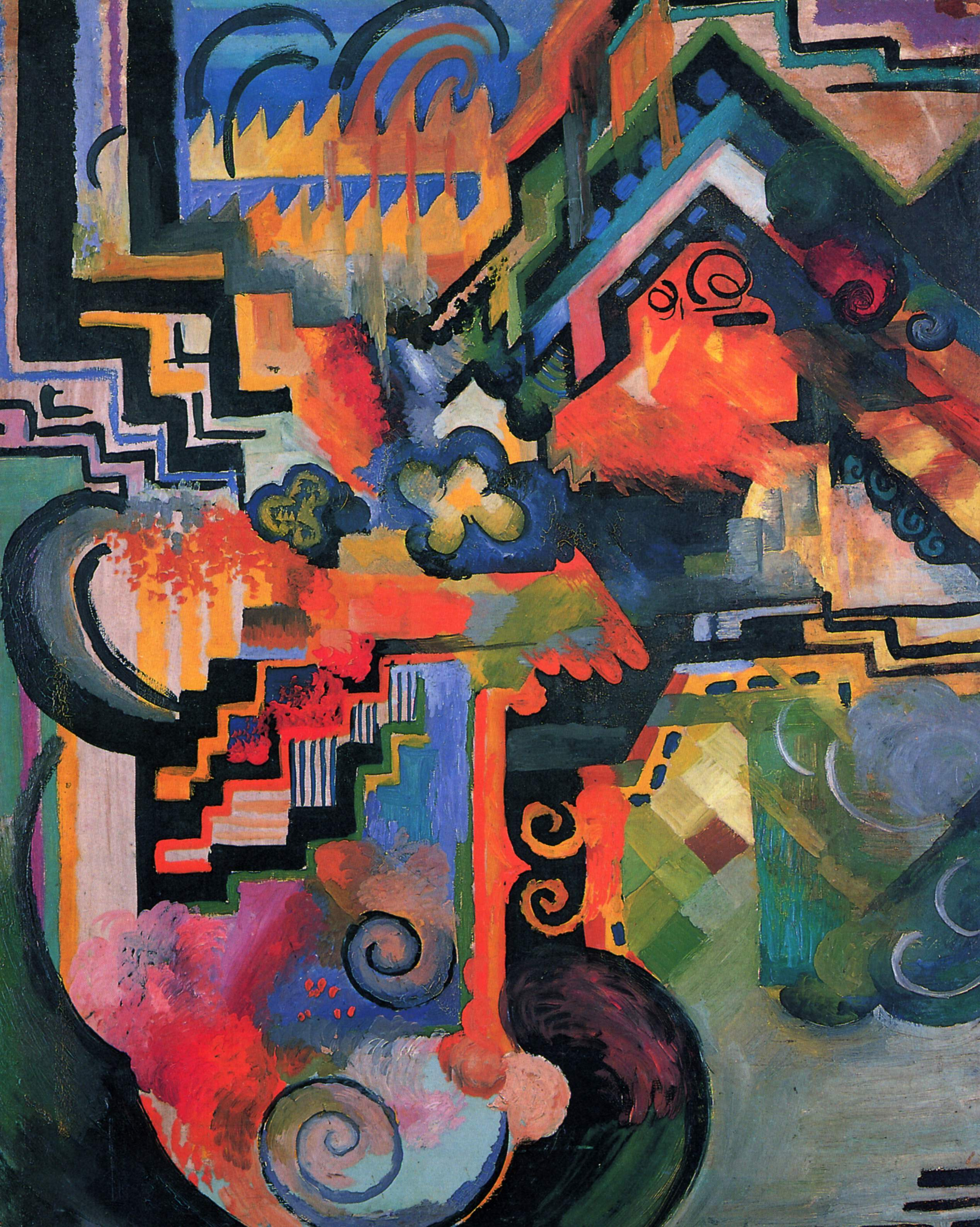
August Macke, kleurcompositie, 1912

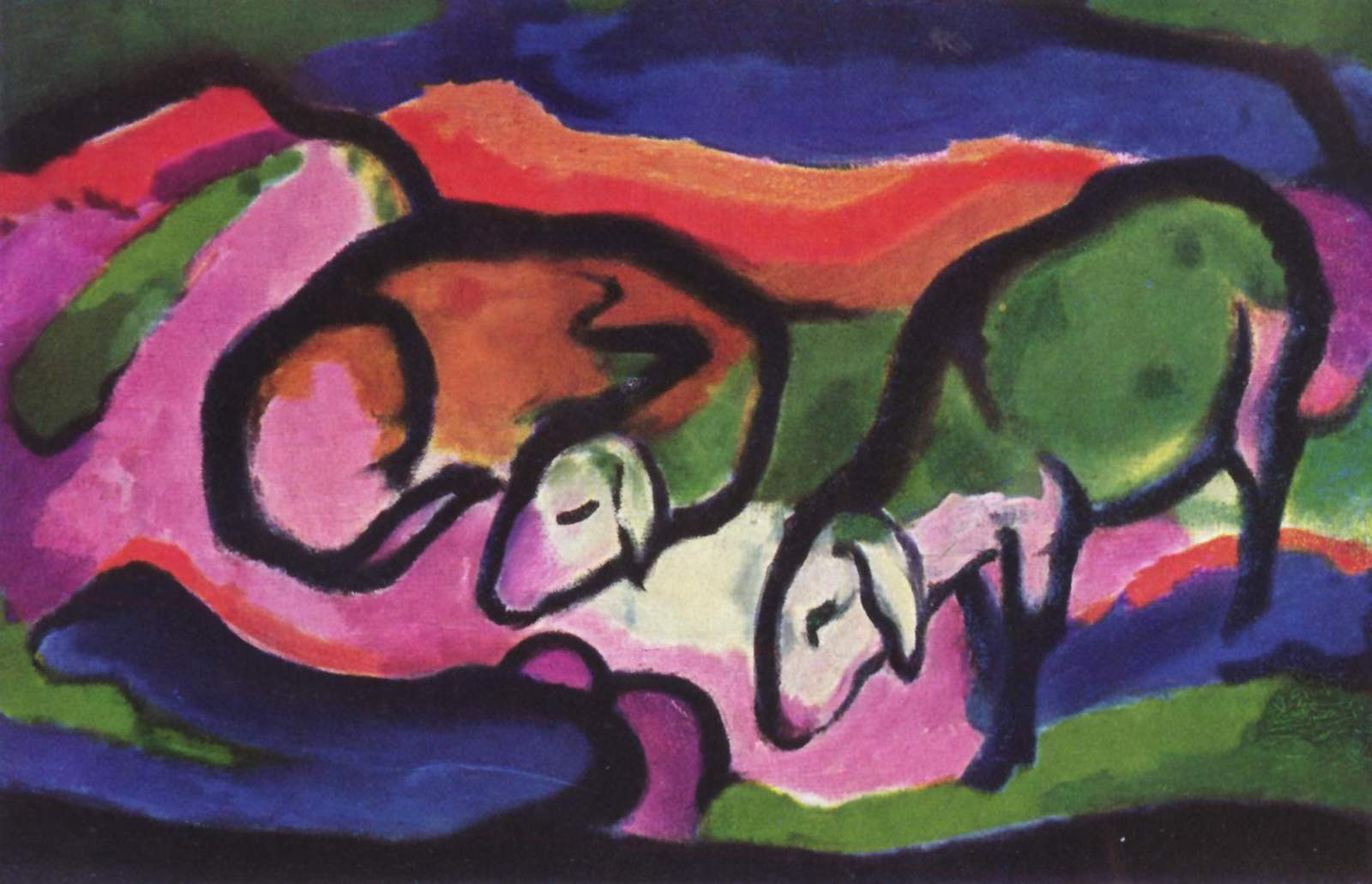
Franz Marc, Schapen, 1912

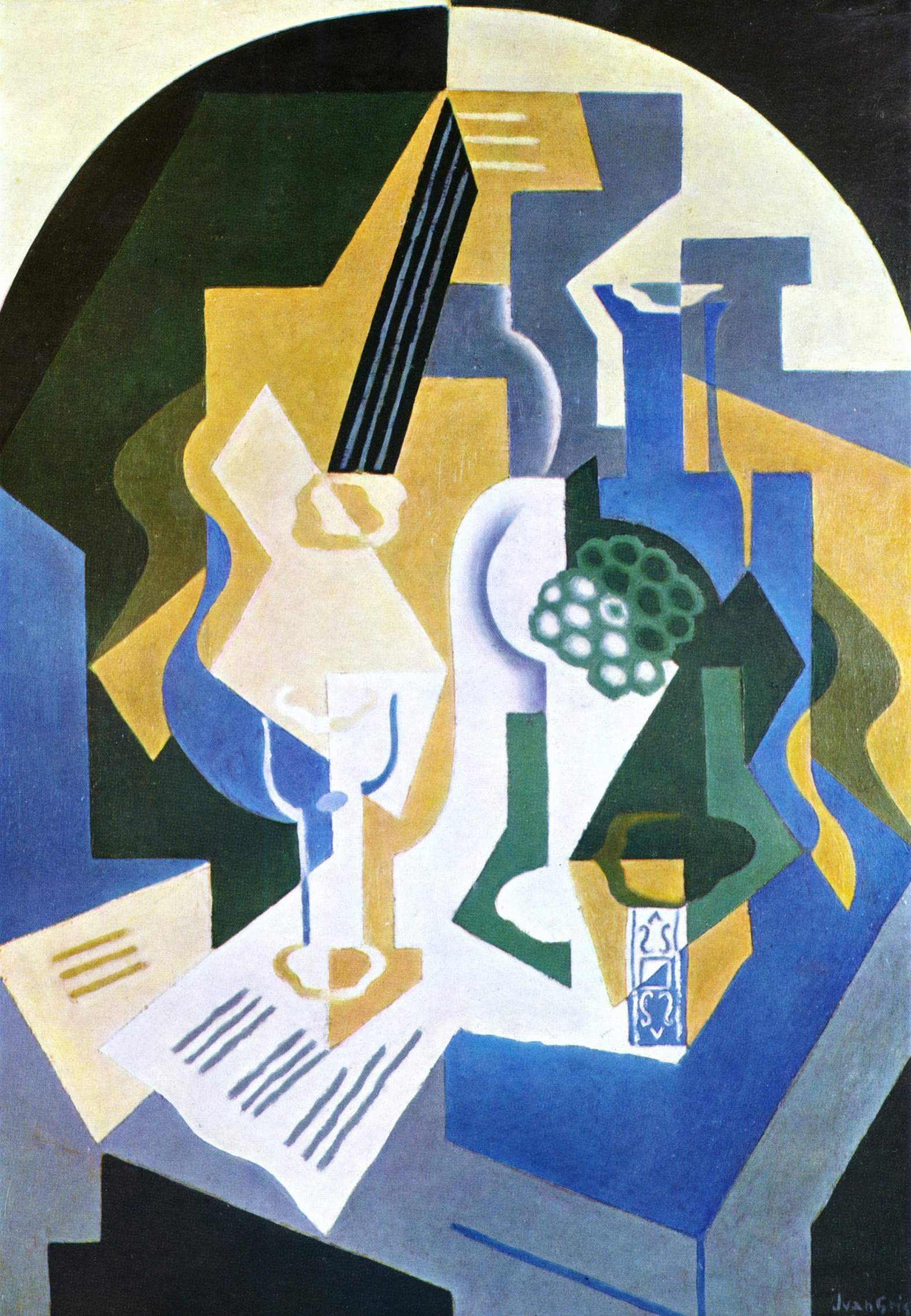
Juan Gris, Stilleven met fruitschaal en mandoline, 1919

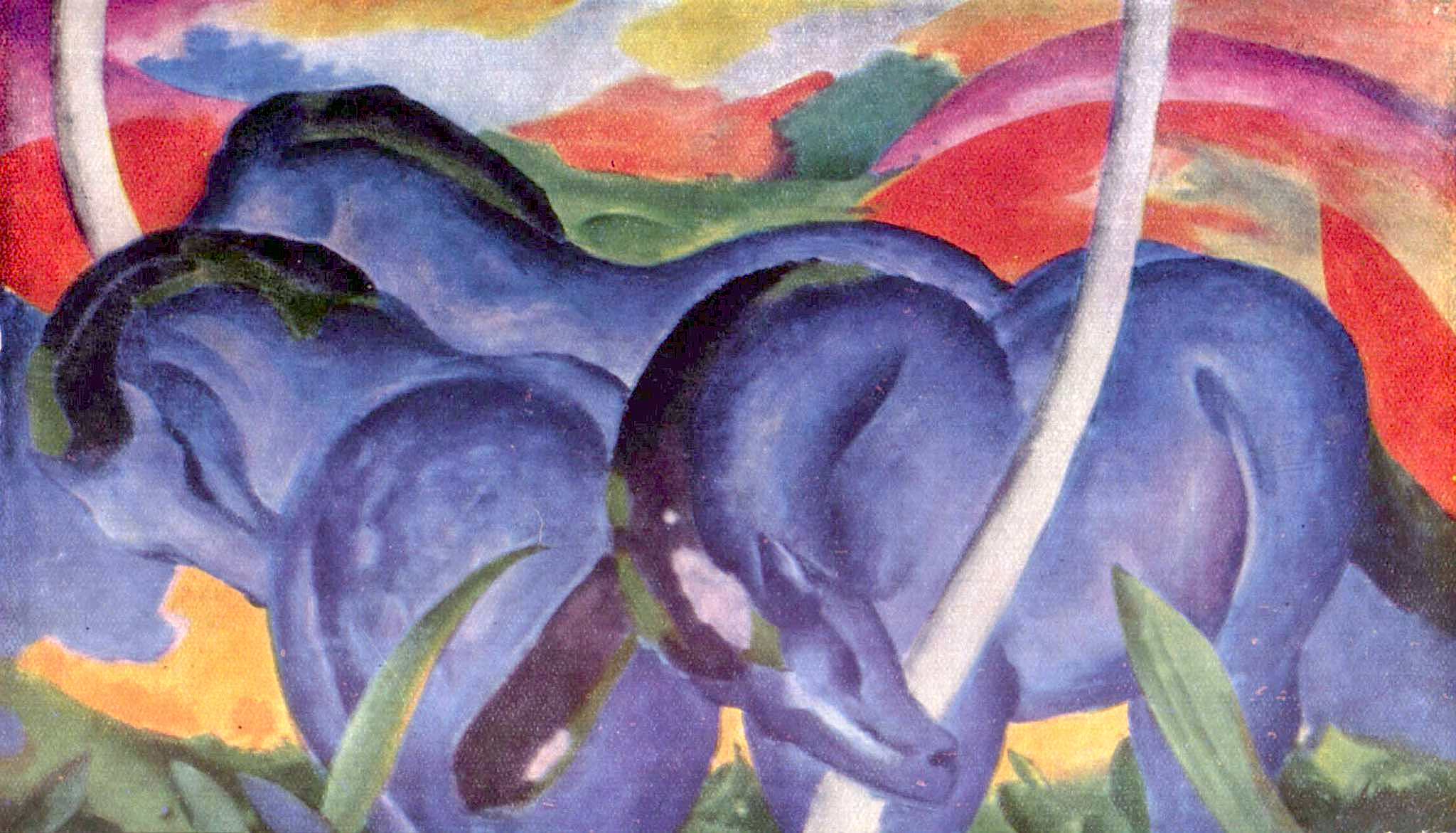
Franz Marc: Blauwe paarden. De kleuren van de paarden, maar ook die van de rode heuvels in achtergrond geven het gevoel weer dat de kunstenaar wilde uitdrukken

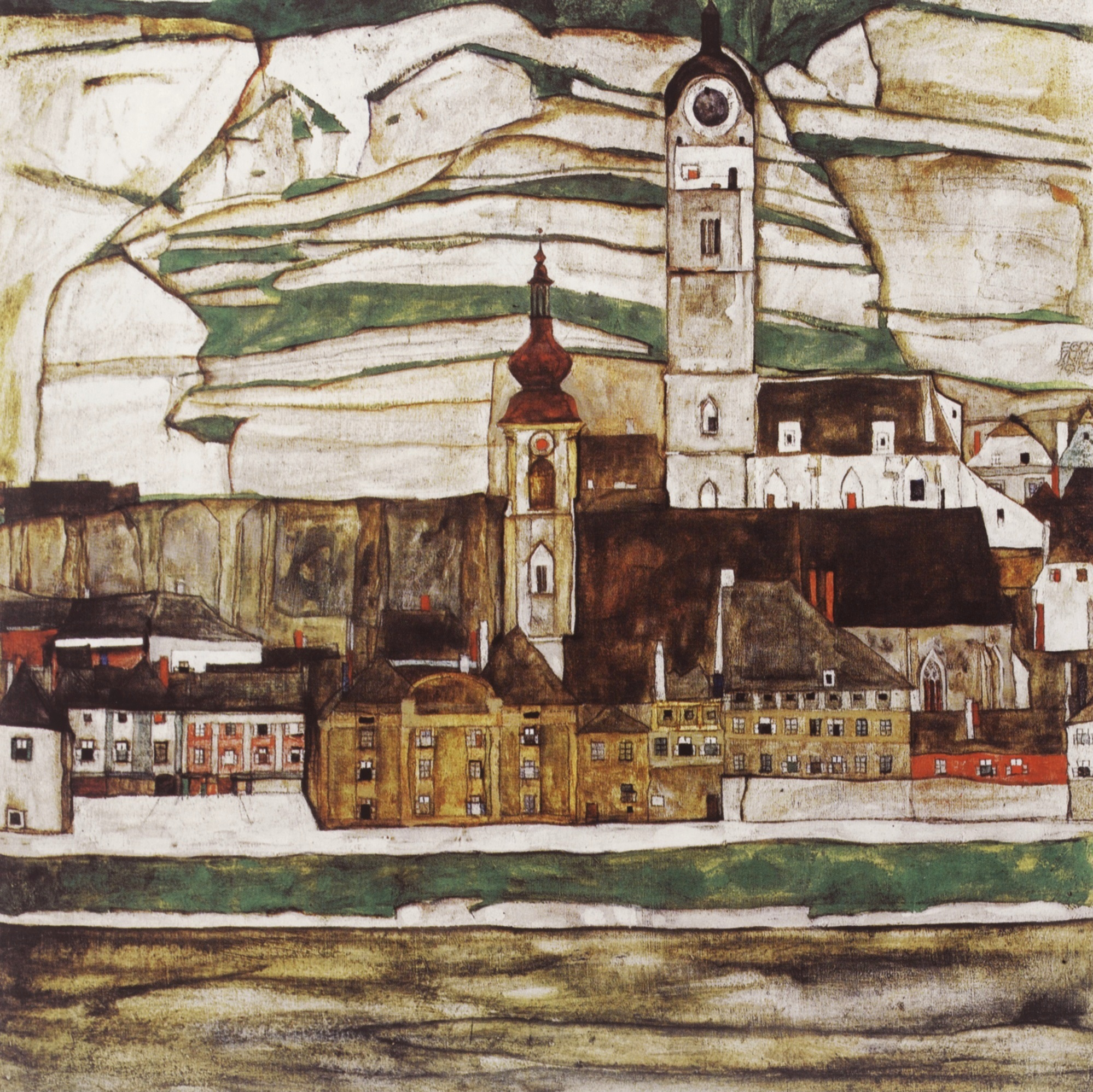
Egon Schiele: Stein an der Donau II, 1913

De schilderkunst van de 20e eeuw is een periode van de moderne kunst waarin afscheid genomen wordt van de traditionele, realistische schilderkunst en waarin de schilderkunst zich tot de jaren 50 langzamerhand steeds meer richting abstractie ontwikkelt. Vanaf het midden van de eeuw bestonden meerdere stromingen naast elkaar en aan het einde van de eeuw domineerde in de schilderkunst weer de figuratie. De 20e eeuw heeft twee wereldoorlogen gekend en deze hebben veel invloed gehad, ook op de schilderkunst.

## Kunst voor de Eerste Wereldoorlog
De twintigste eeuw begon met de restanten van de art nouveau, de optimistische schilderkunst van bloemen, vrouwen en weelderige vormen, en die van het impressionisme, met eveneens een optimistische visie op de wereld, vol feesten, dansen en ook vrouwen. Vanaf het begin van de 20e eeuw kwam er een explosie van stijlen en stromingen op gang. Stromingen aan het begin van deze eeuw waren het Russische suprematisme en constructivisme. In Frankrijk had men het Orphisme, in Italië het futurisme en de pittura metafisica. Het meest invloedrijk waren echter het expressionisme en het kubisme.

### Kubisme
Het kubisme ontstond in Frankrijk, rond 1907, met als bekendste kunstenaar Pablo Picasso. De kubisten lieten de realistische vormen los, maar schilderden in eerste instantie in gedekte, somber aandoende kleuren, die nog uit het einde van de 19e eeuw schijnen te stammen. De kubisten zetten hun onderwerpen over in geometrische vormen, zoals kubussen, cirkels en kegels. De stroming zou bestaan tot ongeveer 1920. De onderwerpen zijn wel realistisch, al moet men soms goed kijken om dit in het totaalbeeld terug te vinden.

### Expressionisme
Vlak voor de Eerste Wereldoorlog kwam rond 1911 in Duitsland het expressionisme op. In deze kunst werden de realistische kleuren losgelaten, en streefde de kunstenaar er vooral naar het innerlijk gevoel tot uitdrukking te laten komen. De beelden zijn van dieren, landschappen of mensen in hun dagelijkse doen of laten. Deze stroming is nog steeds in leven; er zijn ook aan het begin van de 21e eeuw kunstenaars die zich expressionistisch noemen. Vincent van Gogh, hoewel levend in de 19e eeuw, wordt als een vroege expressionist gezien. Een andere belangrijke voorloper van het expressionisme was het fauvisme, met als belangrijkste exponent Henri Matisse, maar ook de in Frankrijk werkende Kees van Dongen. Deze kunstenaars lieten ook de realistische kleuren los, maar zochten niet naar de uitdrukking van hun gevoel: zij zochten eerder naar de volledige vrijheid en lieten daarbij ook de regels van de perspectief volledig los.

### Abstracte kunst

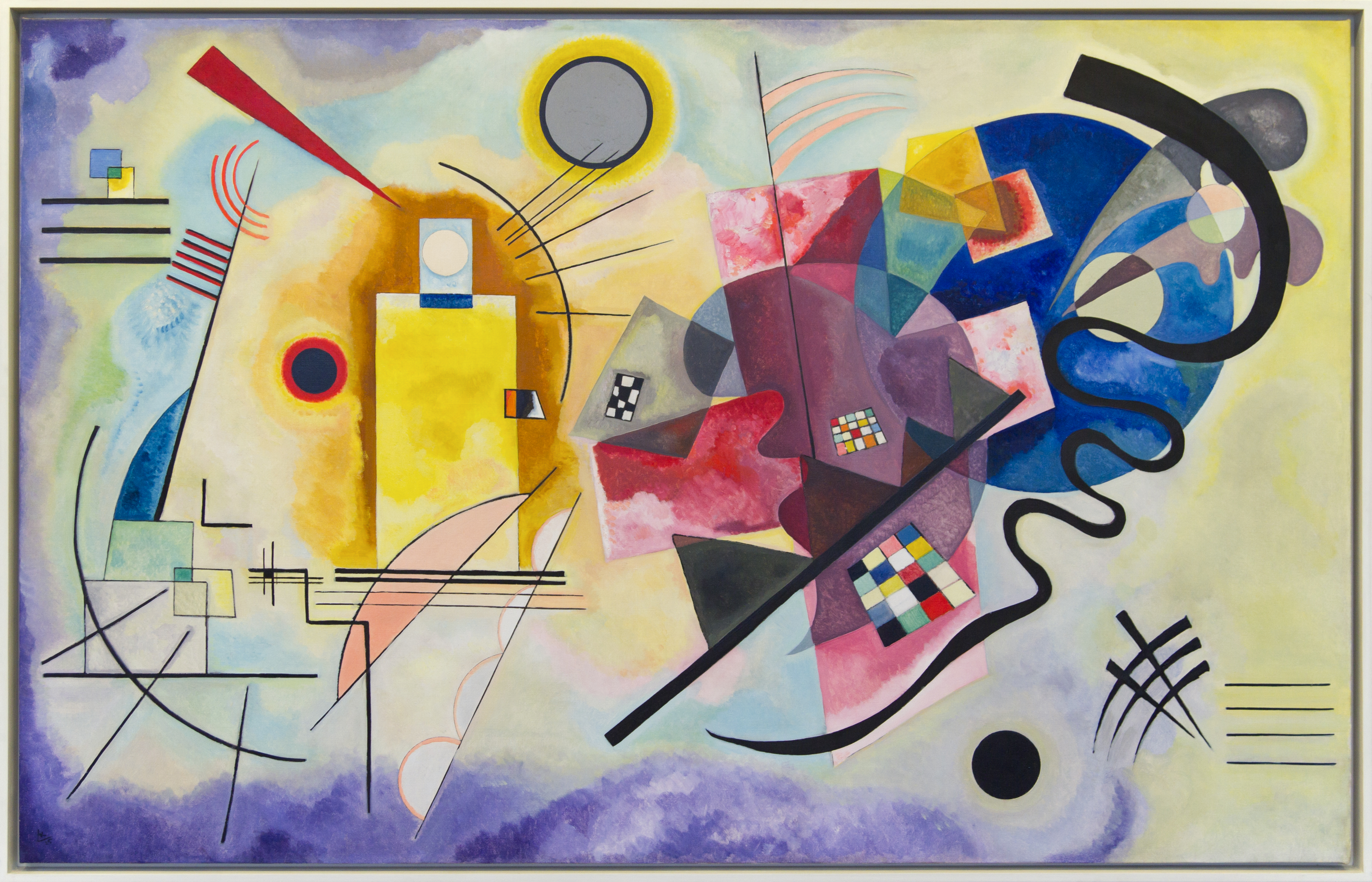
Yellow-Red-Blue (Wassily Kandinsky, 1925)

Het expressionisme liep al snel over in de eerste abstracte kunst. Al in 1913 maakte Wassily Kandinsky abstracte composities, die veelal geïnspireerd waren op muziek. Hij bleef echter vrijwel de enige, misschien met uitzondering van Paul Klee, wiens werk ook al heel erg naar de abstractie neigt.

## De Eerste Wereldoorlog

### Expressionisme
Tijdens de Eerste Wereldoorlog sneuvelden verscheidene jonge, Duitse expressionisten, zoals August Macke in 1914 en Franz Marc in 1916. De Oostenrijkse Egon Schiele stierf in 1918, echter niet aan de oorlog, maar aan de Spaanse griep. Tijdens en na de Eerste Wereldoorlog barstte met name in Duitsland binnen de avant-garde de kritiek los op de bestaande maatschappij en de heersende cultuur.

### Dadaïsme of Dada
Wellicht het sterkst kwam de heersende aversie tot uiting in het Dadaïsme, waar de kunstenaars de schilderkwast lieten liggen, en zich tot collages wenden om het zinloze van de bestaande wereld aan te tonen. Het dadaïsme bestond slechts kort, tussen 1916 en 1920, maar heeft nog steeds een enorme invloed, vooral op het grafisch ontwerp. De belangrijkste dadaïstische schilders waren Hans Arp, Marcel Janco, Hans Richter, Marcel Duchamp, Max Ernst en Serge Charchoune. Veel dadaïsten sloten zich begin jaren 20 bij het surrealisme aan.

## Tussen de wereldoorlogen

### Nieuwe Zakelijkheid

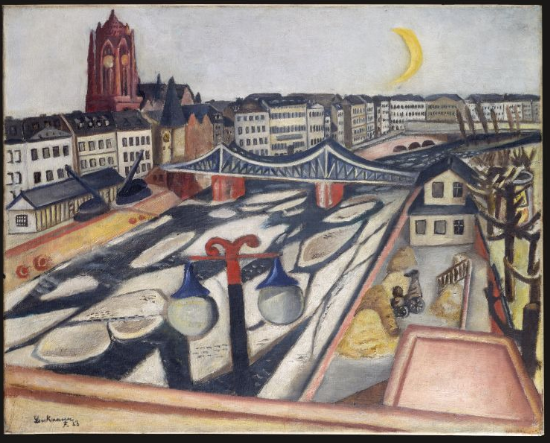
IJs op de rivier (Max Beckman, 1923)

Tussen 1918 en 1933 kwam in Duitsland de nieuwe zakelijkheid op, een stroming die zich afzette tegen het expressionisme. Enkele schilders uit deze stroming waren Max Beckmann en Otto Dix. Bij Beckmann worden de kleuren weer realistisch, maar in de vormen wordt het realisme toch veelal losgelaten. De mensen hebben bij Max Beckmann bijvoorbeeld grote hoofden in relatie tot hun lichaam. Bij Dix wordt het realisme juist opgepakt en verder uitgewerkt tot het harde en zelfs cynische verisme.
Een uitvloeisel van de nieuwe zakelijkheid is het magisch realisme, waarvan de Nederlander Carel Willink een bekende exponent is.
Ook de werkelijk abstracte kunst kwam tot bloei tussen de wereldoorlogen. Het neoplasticisme is een andere benaming voor De Stijl, een Nederlandse stroming met abstracte kunstenaars als Piet Mondriaan en Theo van Doesburg.

### Surrealisme

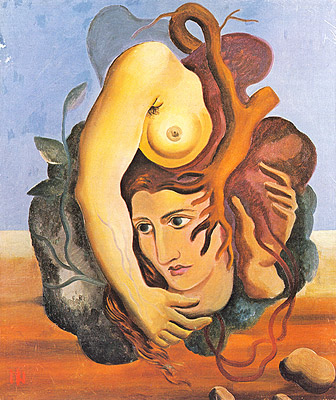
Ismael Nery - Composição Surrealista (1929)

Vooral in Spanje en Frankrijk ontstond het surrealisme, met als belangrijkste vertegenwoordiger Salvador Dalí, maar ook de Belgen Paul Delvaux en René Magritte. Het surrealisme kenmerkt zich door een zeer nauwkeurige schilderstijl, maar het onderwerp kan niet bestaan. Zo schildert Dali bijvoorbeeld giraffen met lades in hun lange hals, of smeltende horloges. Magritte schildert bijvoorbeeld een vliegende duif, die echter uitgespaard is uit de wolken. De surrealisten laten op hun eigen manier de werkelijkheid los, en schilderen als het ware hun dromen. Het surrealisme sterft niet uit, maar leeft in de 21e eeuw nog voort.

## Tijdens het naziregime
Vanaf 1933, toen Adolf Hitler in Duitsland aan de macht kwam, werd een flink deel van de moderne kunst, die niet in de smaak viel bij de nazi's, in de ban gedaan. Dit werd aangeduid met Entartete Kunst (ontaarde kunst). Deze kunstvorm, eerder een verzameling van om allerlei redenen ongewenst werk, of van ongewenste (Joodse) kunstenaars, bleef bestaan tot de val van Duitsland in 1945. Een aantal kunstenaars kreeg een verbod om te werken, en moest daardoor uit Duitsland vluchten. Zo vertrok ook Piet Mondriaan in 1938 vanuit Parijs naar New York. Dit betekende een voorlopig einde van de ontwikkeling van de kunst in Duitsland, en in veel van de bezette landen eromheen. Vanaf dat moment zou tientallen jaren lang de vernieuwing van de kunst vooral in de Verenigde Staten plaatsvinden. Kunstenaars die in de Duitsland omringende landen tijdens de bezetting toch expressionistisch bleven werken, deden dat onder een groot risico en gaven op deze manier te kennen, dat ze eerder een keuze maakten voor het verzet en tegen het naziregime. Een voorbeeld van een kunstschilder die tijdens de bezetting in de Tweede Wereldoorlog, zo nu en dan in een licht expressionistische toon werkte en daarmee het risico nam om mogelijke sympathieën voor het verzet kenbaar te maken, is de Belgische kunstschilder Jean-Louis Minne en de Nederlandse kunstschilder Jef Schipper.

## Wederopbouw 1945 - 1960
In deze periode kwam steeds meer de abstracte kunst op, waarbinnen ook verschillende stromingen te onderscheiden zijn, zoals de Colorfield Painting met als voorbeeld het werk Mark Rothko dat bestaat uit zeer grote, vrijwel monochrome kleurvlakken. Daarnaast bestaat het abstract expressionisme met de grote werken van Jackson Pollock, die de verf met kracht op het doek smijt of laat druppelen (dripping). De informele schilderkunst stelt ook vooral de handeling van het schilderen zelf voorop, actionpainting, het resultaat lijkt minder belangrijk. Een exponent van deze stroming (rond 1950) is Willem de Kooning.

### Assemblage-kunst
In de jaren 1950 ontstond in de VS de assemblage-kunst. De werkwijze doet denken aan de collages van dadaïsten, die echter meestal plat waren, terwijl assemblages ruimtelijk zijn. De assemblage als kunstvorm werd bekend door de tentoonstelling The Art of Assemblage, die in 1961 gehouden werd in het Museum of Modern Art in New York.

### Popart
De popart ontstond in de Verenigde Staten en het Verenigd Koninkrijk in de jaren 50. De grote doorbraak van deze stroming vond plaats in de jaren 60. Het idee van popart was de kunst 'populair' te maken. Kunst moest niet meer voor de elite worden gemaakt, maar moest toegankelijk en aantrekkelijk zijn voor gewone mensen. De thema's van de popart zijn ontleend aan reclame, televisie, kranten, stripverhalen en tijdschriften. De bekendste namen zijn wellicht Roy Lichtenstein, Claes Oldenburg en Andy Warhol. Terwijl Lichtenstein zijn schilderijen baseerde op de beeldtaal en de teksten van populaire strips, bewerkte Warhol krantenfoto's van beroemdheden en advertenties voor banale consumptieproducten. Claes Oldenburg werd als beeldhouwer bekend met enorme uitvergrotingen van alledaagse objecten.

## Jaren 1960
De schilderkunst lijkt in deze periode terrein te verliezen. In musea komen performances, videokunst, lichtkunst en minimal art aan bod, ten koste van de traditionele schilderkunst. De conceptuele kunst, het concept van het kunstwerk, is belangrijker geworden dan de gebruikte techniek van verf op doek.

### Op-art
Naast de popart ontwikkelde zich in de jaren 1960 de op-art. Dit is een abstract geometrische schilderstijl die zich kenmerkt door optische illusies van vibratie en beweging.
De bekende kunstenaars waren bijvoorbeeld Victor Vasarely, Bridget Riley en Kenneth Noland. Een andere stroming die opgang deed in de jaren 1960 was psychedelische kunst.

### Materieschilderkunst
Een bekende vertegenwoordiger hiervan is de Spaanse kunstenaar Antoni Tàpies.

## Late twintigste eeuw

### Fotorealisme en hyperrealisme
Aan het eind van de twintigste eeuw lijkt een beweging terug te ontstaan naar de figuratie, misschien onder druk van het postmodernisme. Er ontstaat bijvoorbeeld een superrealistische schilderkunst, het hyperrealisme, waar kunstenaars met grote precisie de werkelijkheid afbeelden, bijvoorbeeld in de vorm van stillevens. Onder invloed van fotografie en film worden bijvoorbeeld afbeeldingen van motorsport gemaakt. De nieuwe schildertechnieken en materialen, de acrylverf en de airbrushtechniek geven een impuls aan dit superrealisme. Toch wordt niet een willekeurige werkelijkheid weergegeven, maar de kunstenaar maakt een keus en vergroot hetgeen hij wil laten zien.

### Neo-expressionisme
Neo-expressionisme is een vorm van heftige schilderkunst als tegenhanger van het conceptualisme. Georg Baselitz en Markus Lüpertz zijn enkele van de bekendste kunstenaars uit deze periode. In de jaren 1980 maakten de Nieuwe Wilden furore met oplevingen van spontane schilderkunst in meerdere landen tegelijkertijd: Jonge wilden in Duitsland, in Nederland, Figuration Libre in Frankrijk, Transavanguardia Italiana in Italië, Bad Painting in de VS.

### Graffiti
Schilderkunst keert terug naar de straat met vrijwel anonieme kunstenaars, net als in de middeleeuwen. Middels graffiti maken straatkunstenaars hun werk, hoogstens gesigneerd met een simpele paraaf, een zogenaamde tag. Kunstenaars die hiermee toch doorbraken waren Keith Haring en Kenny Scharf. Ook het werk van Jean-Michel Basquiat lijkt terug te gaan op spontane graffiti.

### Plasticisme
De kunstenaar Fernando Botero schildert uitzonderlijk dikke, plastische figuren en noemt de stijl van zijn werk 'plasticisme'. Hij maakt ook beelden in deze stijl, die voor het overige vrij geïsoleerd staat binnen het landschap van de schilderkunst van de 20e eeuw.

### Postmodern eclecticisme
Aan het einde van de twintigste eeuw werken vele schilders in onderling zeer verschillende stijlen. Kunstschilders die furore maken zijn Marlene Dumas, Neo Rauch en anderen, maar ook de oude generaties zoals Gerhard Richter en Sigmar Polke blijven gewoon doorwerken in de door hen ingeslagen richtingen. De schilderkunst moet in deze tijd concurreren met de fotografie die op veilingen hoge prijzen begint te behalen. Ook ontstaat er belangstelling voor niet-westerse kunst zoals de dotpaintings van de Australische Aborigines en voor jonge schilderkunst uit China.

## Stromingen in de schilderkunst van de 20e eeuw
- Abstract expressionisme
- Actionpainting
- After Nature
- Airbrush art
- Animisme
- Art brut
- Arte povera
- Bauhaus
- Biomorfische schilderkunst
- Brabants fauvisme
- Cobra
- Colorfield Painting
- Constructivisme
- Dadaïsme
- De Ploeg
- Der Blaue Reiter
- Die Brücke
- Dripping
- Existentiële kunst
- Expressionisme
- Figuration Libre
- Fundamentele kunst
- Futurisme
- Graffiti
- Hard edge
- Hyperrealisme of fotorealisme
- Informele schilderkunst
- Intimisme
- Italiaanse transavantgarde
- Japonisme
- Kapitalistisch realisme
- Kubisme
- Larense School
- Magisch realisme
- Minimal art
- Muralisme
- Naïeve kunst
- Neo-expressionisme
- Neorealisme
- Neoplasticisme
- Nervia
- Nieuw realisme
- Nieuwe figuratie
- Nieuwe Haagse School
- Nieuwe Wilden
- Nieuwe zakelijkheid
- Nul-beweging
- Noordelijk realisme
- Op-art
- Orphisme
- Outsider art
- Pittura metafisica
- Plasticisme
- Popart
- Postmodernisme
- Precisionisme
- Purisme
- Rayonisme
- Spatialisme
- Sociaal realisme
- Suprematisme
- Surrealisme
- Symbolisme
- Tachisme
- Vorticisme
- Zero